# Pierre-Nicolas Rolle
Pour les articles homonymes, voir Rolle.
Pierre-Nicolas Rolle né à Châtillon-sur-Seine (Côte-d'Or) le 17 juillet 1770, mort à Chaume-lès-Baigneux (Côte-d'Or) le 23 août 1855 est un écrivain français, maître de forges de Voulaines-les-Templiers.

## Biographie
Fils de Pierre Rolle, notaire et procureur à Châtillon-sur-Seine, et d'Elisabeth Rousselet, il descend du mathématicien Michel Rolle. Reçu avocat en 1789, il exerce jusqu’en 1792, époque où il s’enrôle comme capitaine (à 21 ans) d’une compagnie de jeunes grenadiers qui faisait partie des illustres colonnes infernales.
Élève à l'École normale de l’an III, directeur adjoint de l'École centrale des Travaux publics (future École polytechnique), il collabore à la Revue philosophique, au Mercure de France et à la Revue encyclopédique.
En 1796, il fait l'acquisition de l’usine de fer de Voulaines-les-Templiers, conjointement avec François Ligeret de Chazey. Il la revend à son beau-frère Richard-Claude Cousturier.
Nommé bibliothécaire de la ville de Paris en 1810, il meurt à Chaume-lès-Baigneux le 23 août 1855.

## Publications
- Recherches sur le culte de Bacchus, symbole de la force reproductive de la nature, considéré sous ses rapports généraux dans les mystères d'Éleusis, et sous ses rapports particuliers dans les Dionysiaques et les Triétériques… Paris, Merlin, 1824 ; 3 volumes[2].

## Reconnaissance
Son buste par François Rude est conservé au musée des beaux-arts de Dijon.